# 55 Piscium
55 Piscium är en orange jätte som ligger i Fiskarnas stjärnbild.
55 Piscium har visuell magnitud +5,43 och är synlig för blotta ögat vid någorlunda god seeing. Stjärnan befinner sig på ett avstånd av ungefär 415 ljusår.